# آیتوگان-دوراسوو
آیتوگان-دوراسوو (انگلیسی: Aytugan-Durasovo) یک شهرک در شهرستان فیودوروفسکی استان باشقیرستان کشور روسیه است.